# Dohány utca
Dohány utca est une rue située dans Erzsébetváros (7e arrondissement de Budapest), s'étendant entre Kiskörút et Rottenbiller utca.
On y trouve la Grande Synagogue de Budapest.